# Ständeversammlung des Königreichs Hannover

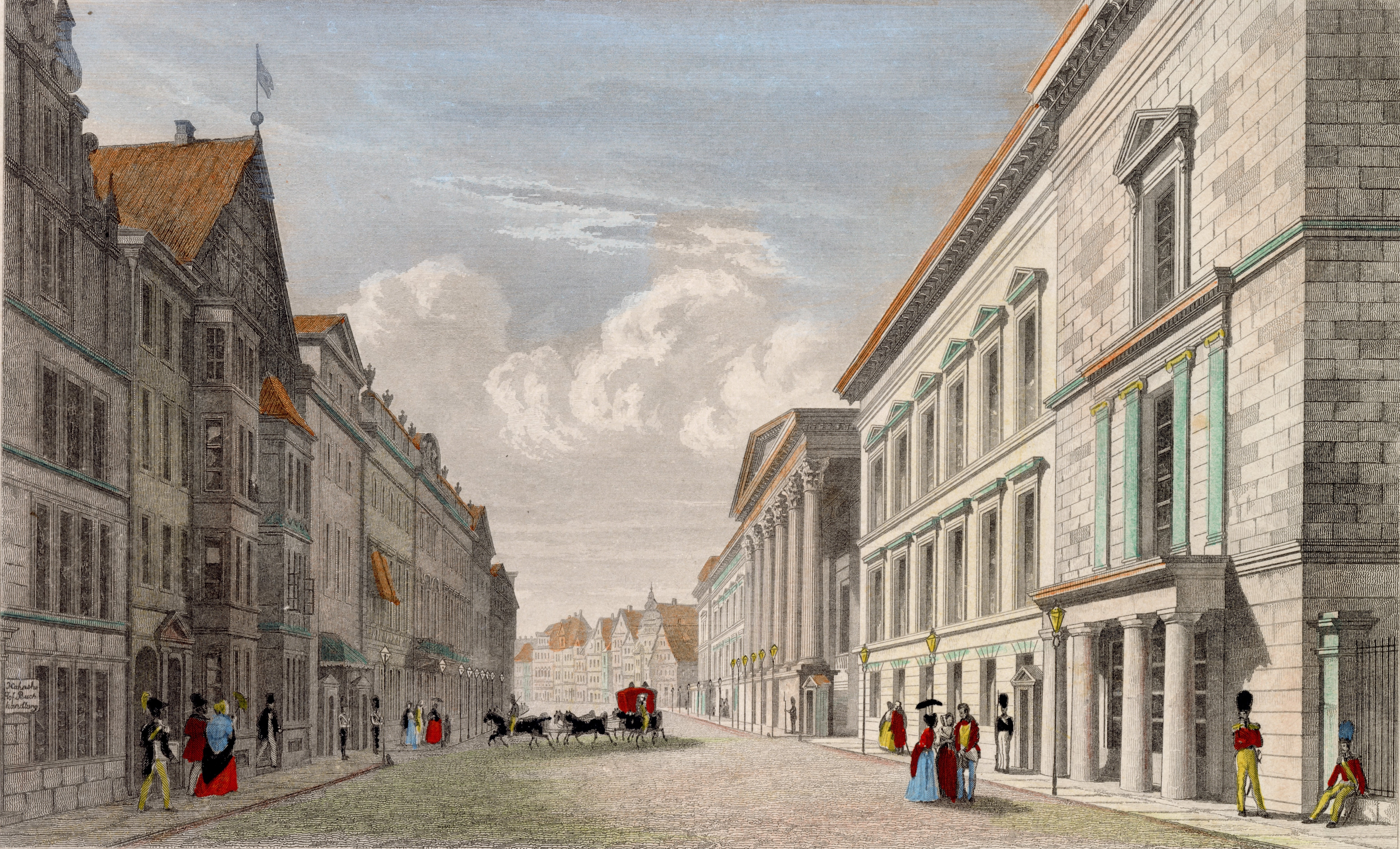
Das Leineschloss (rechts) um 1843 nach der Umgestaltung durch Laves, Stahlstich von Louis Hoffmeister nach Georg Osterwald, alt-koloriert

Die Ständeversammlung des Königreichs Hannover war das Parlament des Königreichs Hannover. Ihr Sitz war das Leineschloss in Hannover.

## Vorgeschichte
Im Kurfürstentum Braunschweig-Lüneburg bestanden keine einheitlichen Landstände. Ausgehend von der territorialen Zersplitterung des nominell noch bestehenden  Herzogtums Braunschweig-Lüneburg und anliegender Fürstentümer konnte das Kurfürstentum nach und nach eine Vielzahl von Landschaften, mit jeweiligen Landständen vereinigen. Während der größten territorialen Ausdehnung des Kurfürstentums waren es 7 Landschaften. Durch die Regierungsferne des zunehmend in London regierenden Kurfürsten konnten die Landstände ein relatives Eigenleben entwickeln. Die Stände setzen sich vor allem aus dem grundbesitzenden Adel zusammen. Daneben war die evangelische Kirche durch ihre Prälaten und die Städte durch Vertreter ihre Magistrate vertreten.
Nach der Kapitulation Hannovers 1803 in der Konvention von Artlenburg im Rahmen der Napoleonischen Kriege ging der größte Teil des Kurfürstentums 1807 bzw. 1810 im Königreich Westphalen auf. Hier bestanden die Reichsstände des Königreichs Westphalen als Parlament.
Auf dem Wiener Kongress 1814 entstand als Nachfolgestaat des Kurfürstentums Braunschweig-Lüneburg das Königreich Hannover. Am 12. August 1814 wurde ein allgemeiner Landtag aus allen Landschaften des Königreichs einberufen. Dies war die erste reichsweite Ständeversammlung in Hannover. Sie bestand aus 10 Deputierten der alten geistlichen Stifter, aus 43 ritterschaftlichen, 29 städtischen und 3 nichtadligen Deputierten. Präsident dieser provisorischen allgemeinen Ständeversammlung für das Königreich Hannover war Herbord Sigismund Ludwig von Bar. Der Leiter der Deutschen Kanzlei in London, Ernst Friedrich Herbert Graf zu Münster, beauftragte für die Kabinettsregierung des Regenten den hannoverschen Geheimen Kabinettsrat August Wilhelm Rehberg mit der regierungsseitigen Steuerung des Verfassungsprozesses. Dieser favorisierte ein Repräsentativsystem, das allerdings vom grundbesitzenden Adel und schließlich auch vom Regenten abgelehnt wurde.

## Verfassung von 1819

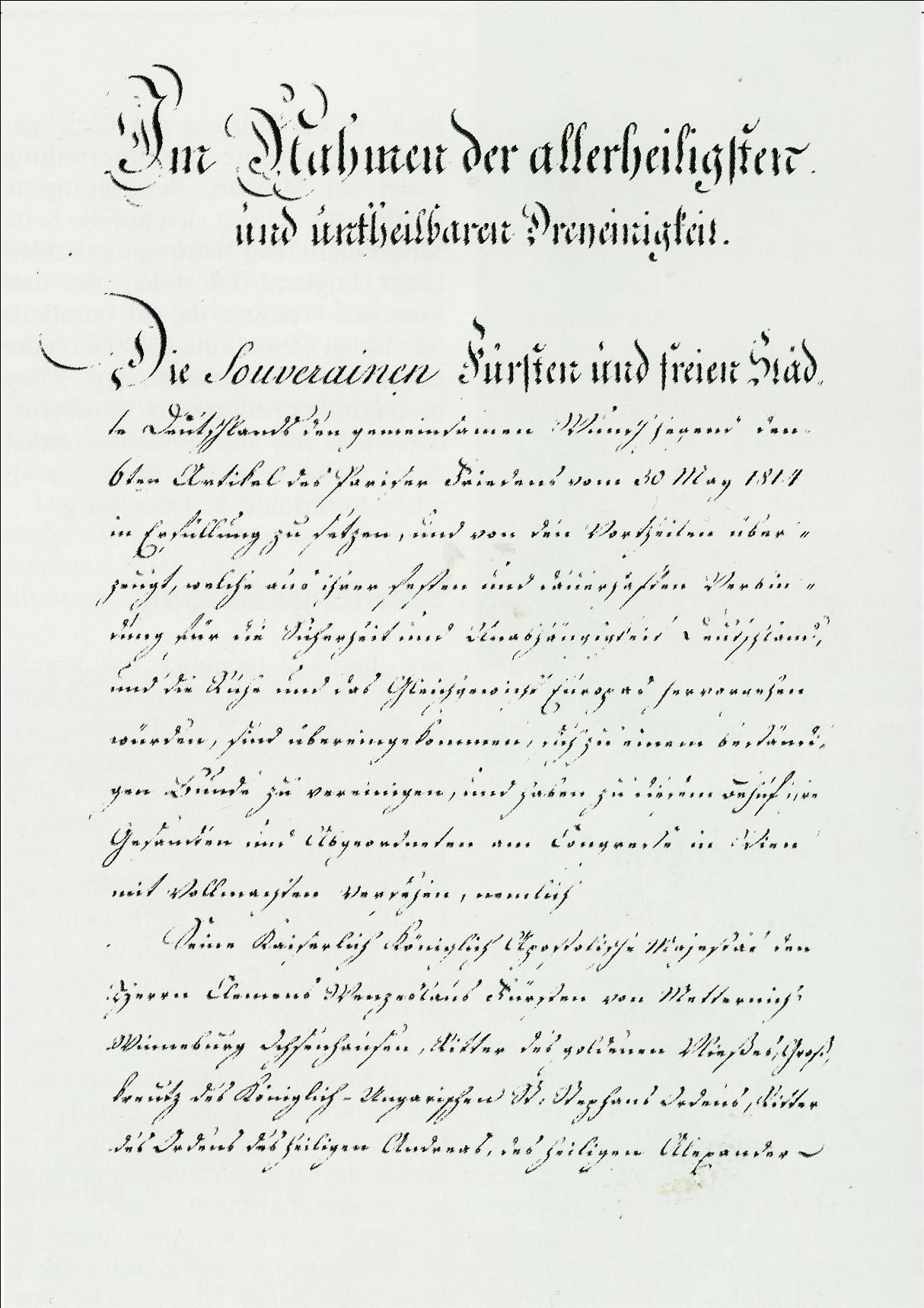
Bundesakte von 1815

Mit dem Beitritt zum Deutschen Bund hatte sich Hannover gemäß § 13 der Deutschen Bundesakte verpflichtet, sich eine sogenannte landständische Verfassung zu geben. Mit der Verfassung vom 7. Dezember 1819 wurde dieser Pflicht entsprochen und die Ständeversammlung des Königreichs Hannover eingerichtet. Neben der Ständeversammlung des Reiches bestanden auch die Stände der Landschaften als Provinzialstände weiter. Angelegenheiten der Provinzen fielen nicht in die Kompetenz der Ständeversammlung, sondern der Provinzialstände.
Die Ständeversammlung bestand aus zwei Kammern:
In der ersten Kammer waren die adligen Grundeigentümer und die Vertreter der Kirche vertreten. In der zweiten Kammer waren die Städte vertreten. Während in den bisherigen Ständen der Landschaften ausschließlich die Magistrate die Vertreter bestimmten, waren nun die Hälfte der Deputierten von den Bürgerschaften gewählt. Beide Kammern waren gleichberechtigt.
Die Ständeversammlung hatte das Recht Steuern zu bewilligen (oder zu verweigern) und mussten bei der Verabschiedung von Gesetzen zu Rate gezogen werden. Sie hatten auch das Recht, sich mit Gesetzesvorlagen an den Monarchen zu wenden. Die Souveränität und das Recht Gesetze zu erlassen (oder die Verfassung zu ändern) lag beim König.

## Verfassung von 1833
Die erste Kammer der Ständeversammlung bat 1831 die Regierung, der König möge eine neue Verfassung erlassen und die Ständeversammlung an der Beratung teilnehmen lassen. Aber erst unter dem Eindruck der französischen Julirevolution von 1830 und den damit verbundenen Wirren in Deutschland erließ König Wilhelm IV. am 26. September 1833 eine neue Verfassung, das Grundgesetz des Königreiches Hannover, dessen sechstes Kapitel die Landstände regelte.

### Erste Kammer
Nach dieser Verfassung bestand die erste Kammer aus
1. den Königlichen Prinzen, Söhnen des Königs, und den Häuptern der Nebenlinien der Königlichen Familie,
2. dem Herzog von Aremberg, dem Herzog von Looz-Corswarem und dem Fürsten von Bentheim, solange sie im Besitze ihrer Mediat-Territorien bleiben,
3. dem Erblandmarschall des Königreichs,
4. den Grafen zu Stolberg-Wernigerode und zu Stolberg-Stolberg wegen der Grafschaft Hohnstein,
5. dem General-Erbpostmeister, Grafen von Platen-Hallermund,
6. dem Abt des Klosters Loccum,
7. dem Abt von St. Michaelis zu Lüneburg,
8. dem Präsidenten der Bremischen Ritterschaft als Direktor des Klosters Neuenwalde,
9. dem oder den katholischen Bischöfen des Königreichs,
10. zwei auf die Dauer des Landtags zu ernennenden angesehenen evangelischen Geistlichen,
11. den von der Landesherrschaft mit einem persönlichen erblichen Stimmrechte versehenen Majoratsherren,
12. vier Mitgliedern, welche der König ernennt. Eins dieser Mitglieder wird auf Lebenszeit, die drei andern aber werden auf die Dauer des Landtags ernannt,
13. den auf die Dauer eines jeden Landtags zu erwählenden Deputierten der Ritterschaften, nämlich:

- von der Calenberg-Grubenhagenschen Ritterschaft acht,
- von der Lüneburgischen sieben,
- von der Bremen- und Verdenschen sechs,
- von der Hoya- und Diepholzischen drei,
- von der Osnabrückischen Ritterschaft, incl. Meppen und Lingen, fünf,
- von der Hildesheimischen Ritterschaft vier,
- von der Ostfriesischen zwei.

Bezüglich der Majoratsherren (die ein persönliches erbliches Stimmrecht haben), war beschränkt auf Majoratsherren die aus einem im Königreiche gelegenen Rittergut und Grundvermögen mindestens 6000 Reichstaler jährlicher Einkünfte erzielen.

### Zweite Kammer
Die Zweite Kammer bestand aus
- zehn Geistlichen und Gelehrten
- 37 Mitgliedern der Städte und Gemeinden
- 38 Mitgliedern der Landschaften

Die zehn Geistlichen und Gelehrten setzten sich wie folgt zusammen:
1. drei Deputierten der Kirchengemeinden Münsterkirche St. Bonifatius zu Hameln, St. Cosmas und Damian in Wunstorf, Sankt Alexandri sowie Beatae Mariä Virginis in Einbeck, des Stifts Bardowiek und des Stifts Ramelsloh,
2. drei vom König ernannte Mitglieder,
3. einem Deputierten der Universität Göttingen,
4. zwei von den evangelischen Königlichen Consistorien zu wählenden Deputierten,
5. einem Deputierten des Domkapitels zu Hildesheim

Daneben wählten die Städte und Gemeinden 37 Mitglieder. Neben zwei Deputierten der Residenzstadt Hannover waren dies je ein Abgeordneter der Städte Göttingen, Northeim, Hameln, Einbeck, Osterode, Duderstadt, Münden, Lüneburg, Uelzen, Celle, Harburg, Stade, Buxtehude, Verden, Nienburg, Osnabrück, Goslar, Hildesheim, Emden, Norden, Leer. Jeweils einen Abgeordneten entsandten die folgenden Wahlkreise:
- Moringen, Uslar, Hardegsen, Dransfeld und Hedemünden,
- Münder, Pattensen, Neustadt am Rübenberge, Springe, Wunstorf, Eldagsen, Bodenwerder und Rehburg,
- Clausthal und Zellerfeld,
- die übrigen fünf Bergstädte, einschließlich Herzberg, Elbingerode und Lauterberg,
- Lüchow, Dannenberg und Hitzacker,
- Soltau, Walsrode, Burgdorf und Gifhorn,
- der Hoyaischen Flecken,
- der Diepholzischen Flecken,
- Quakenbrück und Fürstenau und der Fleckens Melle,
- Meppen, Lingen und Haselünne,
- Alfeld, Peine und Bockenem,
- Elze, Gronau, Sarstedt und Dassel,
- Aurich und Esens,
- Schüttorf, Nordhorn und Neuenhaus und des Fleckens Bentheim;

Die 38 weiteren Deputierten wurden von den Grundbesitzern der oben nicht aufgeführten Orte gewählt:
- von den Fürstentümern Calenberg, Göttingen und Grubenhagen fünf,
- von der Grafschaft Hohnstein einem,
- von dem Fürstentum Lüneburg fünf,
- von den Bremischen Marschen fünf,
- von der Bremischen Geest und dem Herzogtum Verden drei,
- vom Land Hadeln mit Einschluss der Stadt Otterndorf zwei,
- von den Grafschaften Hoya und Diepholz drei,
- von dem Fürstentum Osnabrück drei,
- von dem Herzogtum Arenberg-Meppen und der Niedergrafschaft Lingen zwei,
- von dem Fürstentum Hildesheim drei,
- von dem Fürstentum Ostfriesland fünf,
- von der Grafschaft Bentheim einer.

Diese bestätigte das schon seit 1819 bestehende Recht
der Ständeversammlung zur Steuerbewilligung, machte neue Gesetze
außerdem von ihrer Zustimmung abhängig und ermächtigte sie, Anklage
gegen verfassungsbrüchige Minister zu erheben.
Dieses Staatsgrundgesetz blieb jedoch nur vier Jahre gültig.

## Der Verfassungskonflikt 1837
König Ernst August, der schon als Thronfolger gegen die Verfassung protestiert hatte, hob am 30. November 1837 die Landstände auf und erklärte es am 1. November 1837, wenige Monate nach seiner Thronbesteigung, für aufgehoben, abgelehnt hatte er es von Anfang an. Dieser Schritt erregte nicht nur in Hannover, sondern in ganz Deutschland erhebliches Aufsehen und war insbesondere Auslöser für den berühmt gewordenen Protest der Göttinger Sieben. Bereits 1840 erhielt Hannover dann aber wieder eine Verfassung, der zwar wichtige freiheitliche Bestimmungen, wie z. B. die Verantwortlichkeit der Minister gegenüber der Ständeversammlung, fehlten, die der aufgehobenen im Übrigen aber über weite Strecken glich.

## Die Verfassung von 1840
Nach dieser Verfassung setzte sich die erste Kammer weitgehend analog der Kammer von 1833 zusammen. Änderungen: Die Zahl der auf die Dauer des Landtags zu ernennenden angesehenen evangelischen Geistlichen wurde auf einen reduziert. Der Direktor der königlichen Domänenkammer und der Präsidenten des Ober-Steuer- und Schatzkollegiums wurden qua Amt Mitglieder der Kammer. Neu hinzugekommen waren auch die in den Provinziallandschaften gewählten Mitgliedern des Schatzkollegiums, die adelige Mitglieder einer Ritterschaft sein mussten. Der König konnte noch einen Adligen zum Mitglied ernennen.
Auch die zweite Kammer war in der Zusammensetzung sehr ähnlich der bisherigen Regelung. Die Städte verfügten über ein Mandat weniger, die sonstigen Gebiete über eines mehr.

## Die Revolution von 1848
Auch in Hannover gewannen die Liberalen im Rahmen der Märzrevolution Oberhand. Der König war gezwungen, mit Dekret vom 5. September 1848 eine neue Verfassung zu erlassen. Hierdurch änderte sich insbesondere die Zusammensetzung der Ersten Kammer, in welche nunmehr auch Vertreter des Handels- und Gewerbestandes gewählt wurden.
Die Ständeversammlung erhielt nun ein weitgehendes Budgetrecht sowie ein Recht auf Gesetzesinitiativen.
Mit dem Sieg der Reaktion sollten auch in Hannover nach dem Willen des Monarchen die alten Verhältnisse wiederhergestellt werden. Die Ständeversammlung leistet jedoch Widerstand und weigerte sich, entsprechende Gesetzesänderung zu genehmigen. Mit Dekret vom 4. August 1855 stellte der König daraufhin ohne Zustimmung der Stände die Verfassung und das Wahlgesetz von 1840 wieder her.

## Ende des Königreichs
Nach der Niederlage im Deutschen Krieg endete die Selbstständigkeit des Königreichs Hannover. Es wurde als Provinz Hannover an Preußen angegliedert. Damit endete auch das Mandat der Landstände. Als Volksvertretung wurde danach der Provinziallandtag der Provinz Hannover gewählt.

## Mitglieder
- Mitglieder der provisorischen allgemeinen Ständeversammlung für das Königreich Hannover (1814–1819)
- Mitglieder der Ersten Kammer der Ständeversammlung des Königreichs Hannover
- Mitglieder der Zweiten Kammer der Ständeversammlung des Königreichs Hannover